# Trasfigurazione di Nostro Signore Gesù Cristo (titolo cardinalizio)
Trasfigurazione di Nostro Signore Gesù Cristo (in latino: Titulus Transfigurationis Domini Nostri Iesu Christi) è un titolo cardinalizio istituito da papa Giovanni Paolo II nel 2001.
Il titolo insiste sulla chiesa della Trasfigurazione di Nostro Signore Gesù Cristo, nel quartiere Gianicolense, sede parrocchiale istituita il 18 giugno 1936.
Dal 7 dicembre 2024 il titolare è il cardinale Pablo Virgilio Siongco David, vescovo di Kalookan.

## Titolari
- Pedro Rubiano Sáenz (21 febbraio 2001 - 15 aprile 2024 deceduto)
- Pablo Virgilio Siongco David, dal 7 dicembre 2024